# Aizpurua Sagar
Aizpurua Sagar es el nombre de una variedad cultivar de manzano (Malus domestica) Esta manzana está cultivada en la colección del Banco de Germoplasma del manzano de la Universidad Pública de Navarra con el nombre de 'Aizpurua Sagar', y con el Nº BGM029, ejemplares procedentes de esquejes localizados en Lesaka localidad en la comarca de Cinco Villas, en la Merindad de Pamplona Navarra.

## Sinónimos
- "Manzana Aizpurua Sagar" en Zaragoza,[7]
- "Aizpurua Sagarra" en País Vasco.[4]

## Características
El manzano de la variedad 'Aizpurua Sagar' tiene un vigor muy alto. El árbol tiene tamaño medio y porte semi erecto, con tendencia a ramificar alta, con hábitos de fructificación en ramos cortos y largos; ramos con pubescencia fuerte; presencia de lenticelas media; grosor de los ramos gruesos; longitud de los entrenudos media.
Las flores son de un tamaño medio; con la disposición de los pétalos tangentes; color de la flor cerrada rosa claro, y el color de la flor abierta blanco; longitud estilo/estambres iguales; punto de soldadura estilo, cerca de la base; época de floración tardía, con una duración de la floración media. Incompatibilidad de alelos S1 S3 S9.
Las hojas tienen una longitud del limbo de tamaño medio, con color verde oscuro, pubescencia presente, con la superficie poco brillante. Forma del limbo es biojival, forma del ápice apicular, forma de los dientes serrados, y la forma de la base del limbo redondeada. Plegamiento del limbo plegado, con porte horizontal; estípulas filiformes; longitud del pecíolo medio.
La variedad de manzana 'Aizpurua Sagar' tiene un fruto de tamaño medio, de forma globosa aplastada; con color de fondo verde amarillento, con importancia del sobre color ausente, y una sensibilidad al "russeting" (pardeamiento áspero superficial que presentan algunas variedades) débil; con una elevación del pedúnculo a nivel, grosor de pedúnculo fino, longitud del pedúnculo media, anchura de la cavidad peduncular media, profundidad cavidad pedúncular pequeña, importancia del "russeting" en cavidad peduncular fuerte; anchura de la cavidad calicina media, profundidad de la cavidad calicina grande, importancia del "russeting" en cavidad calicina débil; apertura de los lóbulos carpelares abiertos; apertura del ojo cerrado; color de la carne blanca; acidez débil, azúcar medio; textura dureza media
Época de maduración y recolección media. Se usa como manzana de elaboración de sidra, y como variedad de manzana de reserva genética.

## Susceptibilidades
- Oidio: ataque débil
- Moteado: ataque débil
- Fuego bacteriano: ataque fuerte
- Carpocapsa: ataque medio
- Pulgón verde: ataque medio
- Araña roja: ataque débil.[4][10]